# Orcya obliqua
Orcya obliqua är en fjärilsart som beskrevs av Johnson 1990. Orcya obliqua ingår i släktet Orcya och familjen juvelvingar. Inga underarter finns listade i Catalogue of Life.